# 大和剛
大和 剛（やまと ごう、1969年12月17日 - 2024年1月21日）は、アメリカ合衆国ハワイ州オアフ島出身で間垣部屋に所属した元大相撲力士。本名はカリマ・ジョージ・ヘイウッド（Kalima George Heywood）。現役時代の体格は、身長190cm、体重191kg。最高位は西前頭12枚目（1997年3月場所）。

## 来歴
元横綱の曙とは幼馴染で、幼稚園から高校まで同じ環境で育った。高校卒業後、アメリカ本土の運送会社に就職した。しかし、東関部屋に入った曙の活躍に刺激されて大相撲を志し、2年ほどで会社を辞めハワイに戻った。そして、ハワイ在住の間垣部屋関係者に紹介されそのまま入門し、1990年11月場所に初土俵を踏んだ。
190cm近い身長を活かした突き押し相撲で着実に番付を上げて行った。初土俵から約4年たった1995年3月場所には十両に昇進した。十両でやや苦労したが、1997年1月場所には新入幕を果たした。立合いがやや遅かったものの突き押し相撲に磨きをかけ、幕内に定着した。
しかし1998年3月場所前にウイルス性の風邪を患い入院。全休を余儀なくされ、その場所を最後に十両に陥落した。翌5月場所も場所前の稽古がままならず、本来の相撲がまったく取れず1勝14敗と大敗を喫し、7月場所には幕下まで陥落。その場所を全休し、翌11月場所に東幕下49枚目で勝ち越したのを最後に現役を引退した。
引退後は故郷には帰らず、日本に定住。一時は都内でハワイ料理店を経営した。2024年1月21日死去。54歳没。

## 人物
- 実弟は同じ間垣部屋に所属した若力徹（最高位東幕下26枚目（1993年5月場所））。
- 幼馴染の曙とは「チャド（曙の本名）」・「ジョージ」で呼び合うほどの仲だった。上下関係の厳しい相撲界に入ってからも変わらなかったという。

## 主な成績
- 通算成績：251勝198敗24休 勝率.559
- 幕内成績：42勝48敗15休 勝率.467
- 現役在位：48場所
- 幕内在位：7場所
- 各段優勝：序ノ口優勝1回（1991年1月場所）

### 場所別成績
| | 一月場所 初場所（東京） | 三月場所 春場所（大阪）  | 五月場所 夏場所（東京） | 七月場所 名古屋場所（愛知） | 九月場所 秋場所（東京） | 十一月場所 九州場所（福岡） |
| --- | ----------------------- | ------------------------ | ----------------------- | --------------------------- | ----------------------- | --------------------------- |
| 1990年 （平成2年） | x                       | x                        | x                       | x                           | x                       | （前相撲）                  |
| 1991年 （平成3年） | 西序ノ口34枚目 優勝 6–1 | 西序二段74枚目 2–3–2     | 東序二段106枚目 4–3     | 西序二段70枚目 3–4          | 東序二段94枚目 6–1      | 西序二段22枚目 6–1          |
| 1992年 （平成4年） | 東三段目64枚目 3–4      | 西三段目78枚目 5–2       | 東三段目45枚目 6–1      | 西幕下59枚目 3–4            | 西三段目13枚目 3–4      | 西三段目31枚目 3–4          |
| 1993年 （平成5年） | 西三段目46枚目 5–2      | 西三段目14枚目 5–2       | 東幕下48枚目 2–5        | 西三段目6枚目 3–4           | 東三段目22枚目 5–2      | 東幕下58枚目 4–3            |
| 1994年 （平成6年） | 西幕下50枚目 5–2        | 西幕下31枚目 5–2         | 西幕下18枚目 5–2        | 東幕下10枚目 3–4            | 東幕下16枚目 5–2        | 西幕下7枚目 4–3             |
| 1995年 （平成7年） | 西幕下4枚目 6–1         | 東十両13枚目 6–9         | 西幕下3枚目 6–1         | 西十両11枚目 6–9            | 西幕下4枚目 5–2         | 西十両13枚目 9–6            |
| 1996年 （平成8年） | 西十両8枚目 6–9         | 西十両12枚目 9–6         | 東十両7枚目 7–8         | 東十両11枚目 10–5           | 東十両4枚目 10–5        | 西十両筆頭 11–4             |
| 1997年 （平成9年） | 西前頭14枚目 8–7        | 西前頭12枚目 7–8         | 西前頭14枚目 7–8        | 西前頭15枚目 6–9            | 西十両2枚目 11–4        | 東前頭12枚目 7–8            |
| 1998年 （平成10年） | 東前頭14枚目 7–8        | 東前頭16枚目 休場 0–0–15 | 東十両9枚目 1–14        | 東幕下9枚目 休場 0–0–7      | 東幕下49枚目 引退 5–2–0 | x                           |
| 各欄の数字は、「勝ち-負け-休場」を示す。 優勝 引退 休場 十両 幕下 三賞：敢=敢闘賞、殊=殊勲賞、技=技能賞 その他：★=金星 番付階級：幕内 - 十両 - 幕下 - 三段目 - 序二段 - 序ノ口 幕内序列：横綱 - 大関 - 関脇 - 小結 - 前頭（「#数字」は各位内の序列） |                         |                          |                         |                             |                         |                             |

### 幕内対戦成績
| 力士名   | 勝数 | 負数 | 力士名   | 勝数 | 負数 | 力士名   | 勝数 | 負数 | 力士名 | 勝数 | 負数 |
| -------- | ---- | ---- | -------- | ---- | ---- | -------- | ---- | ---- | ------ | ---- | ---- |
| 蒼樹山   | 1    | 1    | 安芸ノ州 | 2    | 0    | 朝乃翔   | 1    | 0    | 朝乃若 | 2    | 1    |
| 旭豊     | 1    | 0    | 小城錦   | 0    | 1    | 巌雄     | 2    | 1    | 北勝鬨 | 4    | 0    |
| 旭天鵬   | 0    | 1    | 久島海   | 1    | 0    | 剣晃     | 1    | 0    | 琴稲妻 | 2    | 1    |
| 琴ノ若   | 0    | 3    | 琴別府   | 1    | 0    | 琴龍     | 0    | 3    | 小錦   | 3    | 2    |
| 敷島     | 0    | 5    | 大至     | 2    | 1    | 大翔鳳   | 0    | 1    | 大飛翔 | 0    | 1    |
| 千代大海 | 0    | 1    | 出島     | 0    | 1    | 寺尾     | 1    | 2    | 栃乃洋 | 1    | 1    |
| 栃乃和歌 | 1    | 2    | 濱ノ嶋   | 1    | 2    | 肥後ノ海 | 0    | 2    | 舞の海 | 3    | 1    |
| 三杉里   | 1    | 1    | 水戸泉   | 3    | 1    | 湊富士   | 1    | 3    | 力櫻   | 1    | 2    |